# Mistrzostwa Polski w Badmintonie 1996
32. Mistrzostwa Polski w badmintonie odbyły się w dniach 1-3 lutego 1996 roku w Suwałkach.

## Klasyfikacja medalowa
| Konkurencja:            | Złoto:                                                                   | Srebro:                                                                     | Brąz: |
| gra pojedyncza kobiet   | Katarzyna Krasowska (Technik Głubczyce)                                  | Dorota Grzejdak (Motus Koszalin)                                            | Joanna Szleszyńska (SKB Suwałki) Sylwia Bochat (Zremb Solec Kujawski)                                                                          |
| gra pojedyncza mężczyzn | Dariusz Zięba (Polonez Warszawa)                                         | Jacek Niedźwiedzki (SKB Suwałki)                                            | Marcin Zejmowicz (Ruch Piotrków Trybunalski) Jacek Hankiewicz (Polonez Warszawa)                                                               |
| gra podwójna kobiet     | Monika Bieńkowska (Stal Płock) Katarzyna Boczek (Stal Płock)             | Sylwia Rutkiewicz (Polonez Warszawa) Beata Syta (Polonez Warszawa)          | Kinga Rudolf (Kolejarz Częstochowa) Agata Stelmaszczyk (Kolejarz Częstochowa) Dorota Grzejdak (Motus Koszalin) Bożena Matusik (Motus Koszalin) |
| gra podwójna mężczyzn   | Jacek Hankiewicz (Polonez Warszawa) Dariusz Zięba (Polonez Warszawa)     | Robert Mateusiak (Polonez Warszawa) Damian Pławecki (Technik Głubczyce)     | Michał Mirowski (Ruch Piotrków Tryb.) Marcin Zejmowicz (Ruch Piotrków Tryb.) Paweł Kaczyński (Warmia Olsztyn) Michał Łogosz (Stal Płock)       |
| gra mieszana            | Robert Mateusiak (Polonez Warszawa) Sylwia Rutkiewicz (Polonez Warszawa) | Damian Pławecki (Technik Głubczyce) Katarzyna Krasowska (Technik Głubczyce) | Michał Mirowski (Ruch Piotrków Tryb.) Barbara Kulanty (Ruch Piotrków Tryb.) Jacek Niedźwiedzki (SKB Suwałki) Joanna Szleszyńska (SKB Suwałki)  |